# Полени, Джованни де
Маркиз Джованни де Полени (итал. Giovanni Poleni; 1683—1761) — итальянский физик, математик и астроном. 
Член Лондонского королевского общества (1710), почётный член Петербургской академии наук (1725).

## Биография
Джованни де Полени родился 23 августа 1685 года в городе Венеции; сын маркиза Якопо Полени, который получил этот титул  за доблесть проявленную во время войны с турками.
Изучал классику, философию, богословие, математику и физику в родном городе при школе Сомаски; учился Полени очень хорошо и довольные родители надеялись, что он станет судьей, но юноша предпочёл академическую карьеру.
В двадцатипятилетнем возрасте он был назначен преподавателем астрономии в Падуе. В 1715 году возглавил кафедру физики, а в 1719 он следом за Николаем II Бернулли стал преподавать математику.
Как эксперт в гидравлике он был назначен венецианским Сенатом следить за водами в более низкой Ломбардии и строительством там необходимых сооружений, чтобы предотвратить возможные наводнения.
В 1709 году он построил из дерева арифмометр, в котором использовались сразу два новшества: в приборе использовалось зубчатое колесо с изменяемым количеством зубьев и ручной привод впервые был заменён альтернативной энергией (от падающего груза). Устройство известно под названием Арифмометр Полени; его подробное описание учёный дал в своём труде озаглавленном: «Miscellanea: de barometris et thermometris de machina quadem arithmetica».
В 1710 году он был избран членом Лондонского Королевского общества, в 1739 году Французская академия наук избрала его своим членом, а позднее он вошёл в состав Берлинской (Прусской) академии наук и стал почётным членом Петербургской академии наук.
В 1748 году папа римский Бенедикт XIV вызвал его в Ватикан для изучения купола Собора Святого Петра, который быстро покрывался трещинами. Полени, как знаток в этой области, быстро определил где и какие работы следует провести, чтобы предотвратить дальнейшее разрушение.
Маркиз Джованни де Полени умер 15 ноября 1761 года в городе Падуе, где позднее ему был установлен памятник работы Антонио Кановы.

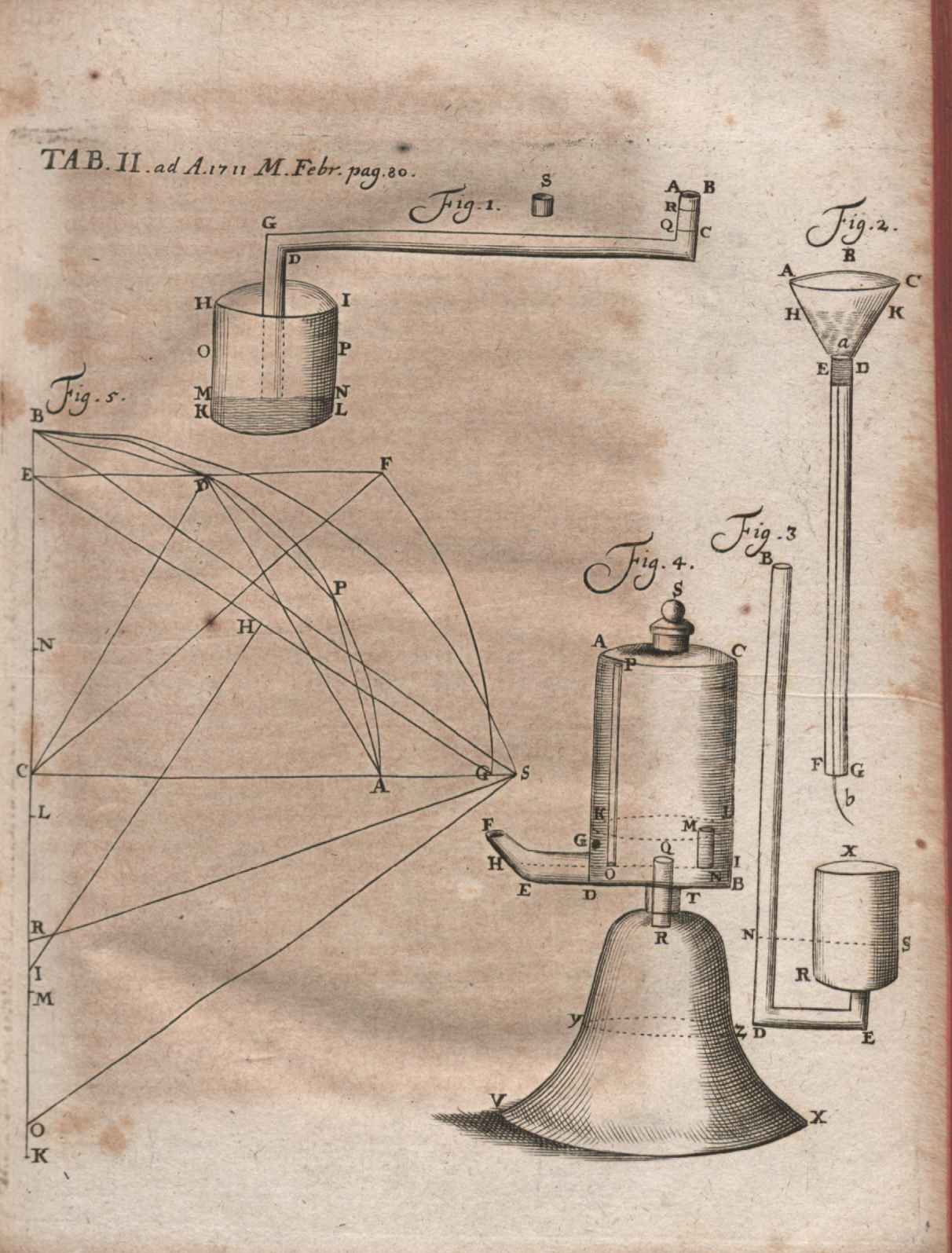
Иллюстрация, опубликованная в Acta eruditorum, 1711 (обзор по Miscellanea)